# Symplegma
Symplegma is een geslacht van zakpijpen (Ascidiacea) uit de familie Styelidae en de orde Stolidobranchia.

## Soorten
- Symplegma alterna Monniot C., 1988
- Symplegma arenosa Kott, 1972
- Symplegma bahraini Monniot C. & Monniot F., 1997
- Symplegma brakenhielmi (Michaelsen, 1904)
- Symplegma connectens Tokioka, 1949
- Symplegma japonica Tokioka, 1962
- Symplegma reptans (Oka, 1927)
- Symplegma rubra Monniot C., 1972
- Symplegma teruakii Kott, 2004
- Symplegma viride Herdman, 1886
- Symplegma zebra Monniot C., 2002

Niet geaccepteerde soorten:
- Symplegma elegans Michaelsen, 1934 → Symplegma viride Herdman, 1886
- Symplegma oceania Tokioka, 1961 → Symplegma brakenhielmi (Michaelsen, 1904)
- Symplegma okai (Redikorzev, 1916) → Kukenthalia borealis (Gottschaldt, 1894)
- Symplegma stuhlmanni (Michaelsen, 1904) → Symplegma brakenhielmi (Michaelsen, 1904)
- Symplegma systematica (Sluiter, 1904) → Chorizocarpa sydneyensis (Herdman, 1891)